# Íñigo López de Hurtado de Mendoza
Íñigo López de Hurtado de Mendoza, marchese di Mondéjar (1512 – 21 aprile 1580), è stato un nobile, militare e diplomatico spagnolo.

## Biografia
Figlio di Luis Hurtado de Mendoza y Pacheco e di Catalina de Mendoza, ereditò dal padre i titoli di marchese di Mondéjar e di conte di Tendilla, alla morte del quale gli subentrò come capitano generale di Granada.

### Carriera militare e diplomatica
Nel 1555 fu nominato capitano generale di mare e di terra nell'intervento militare a difesa di Orano e Béjaïa. Nel 1560 fu ambasciatore a Roma presso papa Pio IV. Comandò le truppe incaricate di domare la rivolta di las Alpujarras prima dell'arrivo di don Giovanni d'Austria nel 1570. Terminata la sollevazione nel 1572, fu nominato viceré del regno di Valencia.

### Viceré di Napoli
Nel 1575 fu nominato viceré di Napoli.
Durante il suo governo incrementò la militarizzazione delle coste, facendo costruire un nuovo arsenale nel porto di Santa Lucia su progetto di Vincenzo Casali. Questo perché in quegli anni Napoli, in quanto città portuale, fu estremamente esposta alla diffusione della peste e le sue attività economiche principali furono minate alla base. In quel periodo inoltre erano arrivate prima a Trebisacce, in Calabria, poi in Puglia le navi del sultano ottomano Murad III, che saccheggiarono i porti principali dello Jonio e dell'Adriatico.
Il de Mendoza vietò ai funzionari pubblici d'intrecciare legami sacramentali e parentele religiose. Terminò il suo incarico a Napoli nel 1579.